# Millicent Aroi
Millicent Aroi ist eine nauruische Diplomatin. Sie diente von 1996 bis 2004 als Hochkommissarin von Nauru für Fidschi.

## Leben
Millicent Aroi ist die Witwe von Kenos Aroi, dem ehemaligen Präsidenten von Nauru. Sie ist Musikerin und Komponistin.

## Politik
Aroi war von 1996 bis 2004 Hoher Kommissar der Nauruaner in Suva, Fidschi. Dieses diplomatische Amt hat den Rang eines Botschafters, obwohl unter Commonwealth-Ländern die Bezeichnung "Hoher Kommissar" üblicherweise bevorzugt wird.
Zusammen mit dem Botschafterposten bei den Vereinten Nationen, den Marlene Moses innehatte, bedeutet Arois Amtszeit als Hochkommissarin, dass zwei der höchsten diplomatischen Ämter Naurus von Frauen bekleidet wurden.
Millicent Aroi war Delegierte beim Südpazifik-Umweltministertreffen vom 1. bis 17. August 1995 in Brisbane.